# 邦德陨击坑
邦德陨击坑（Bond）是火星阿耳古瑞区的一座撞击坑，中心坐标位于南纬33.2度、西经36度，直径105公里，其名称取自美国天文学家乔治·菲利普斯·邦德（1825年–1865年），1973年，被国际天文联合会批准采用。
邦德陨击坑北面分布着较小的马丁诺夫陨击坑和一道向北蜿蜒的溢出河道-乌兹波伊谷，而南面则坐落了更大的海尔陨击坑。

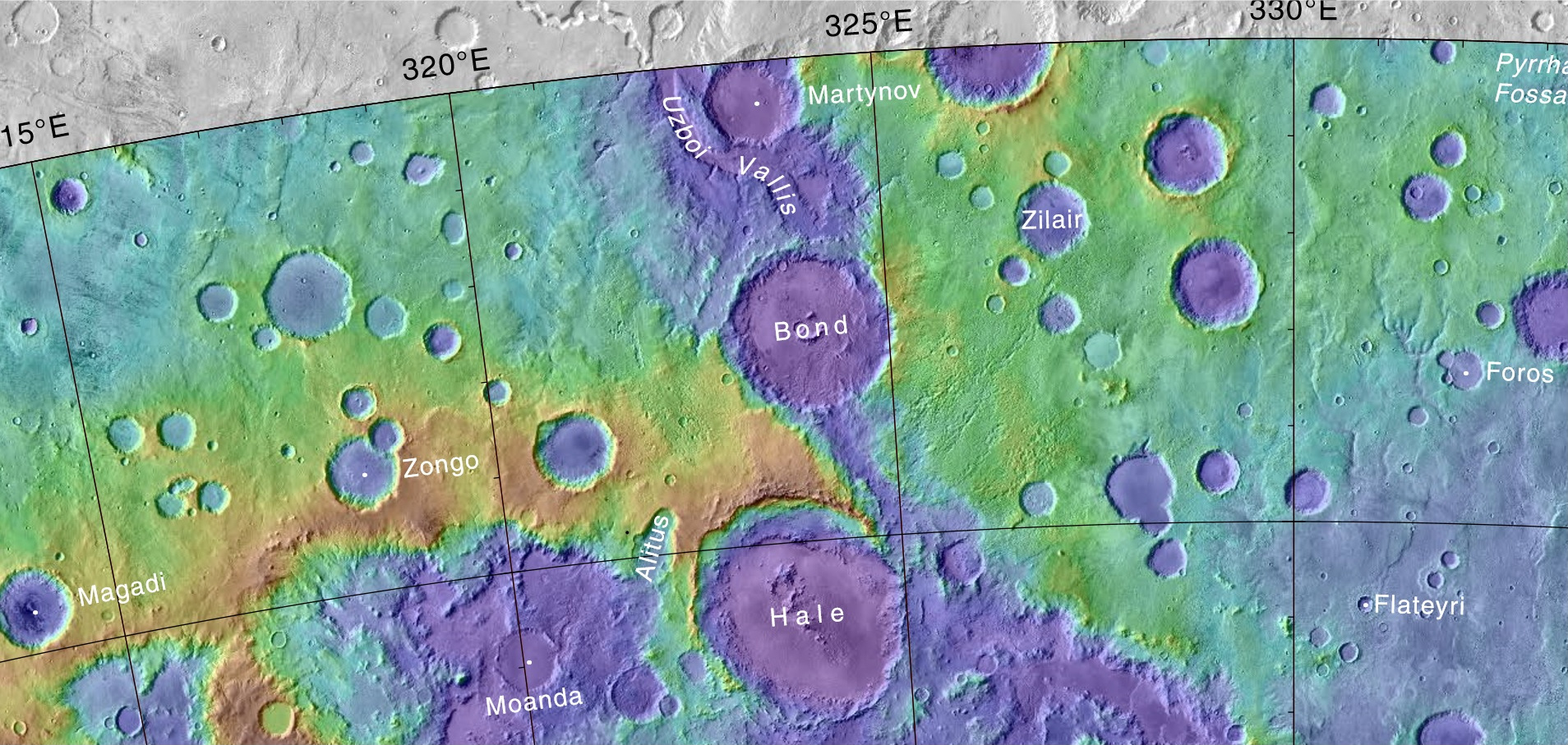
显示了邦德陨击坑位置的地图。
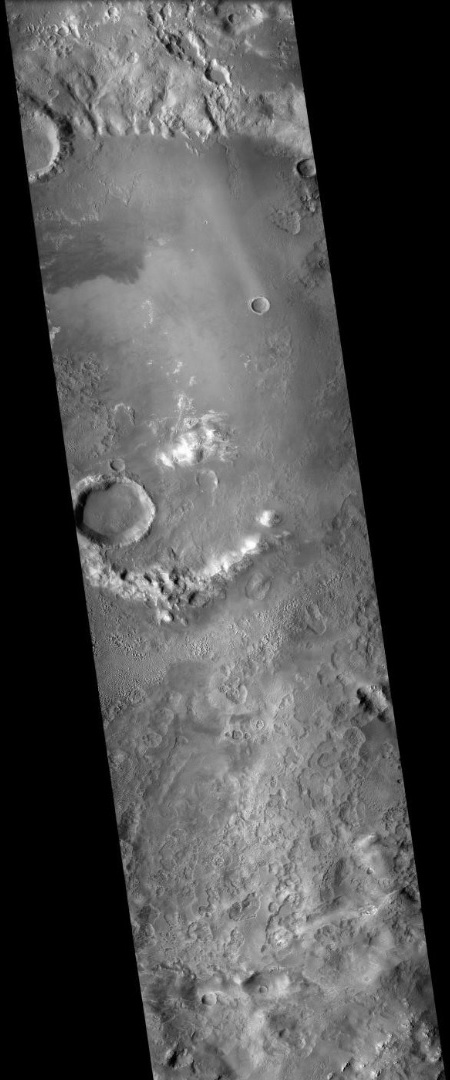
火星勘测轨道飞行器背景相机拍摄的邦德陨击坑，在它坑底的中心区有另一座撞击坑及一道弯脊。
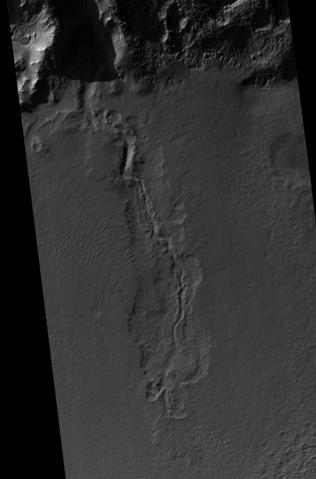
高分辨率成像科学设备显示的邦德陨击坑坑底上。

## 延伸阅读
- Schmadel, Lutz D. . 斯普林格科学与商业媒体. 2012年. ISBN 978-3642297182.